# 鼻腔两极虫
鼻腔两极虫（学名：Myxidium nasali）为两极科两极虫属的动物。在中国，分布于四川等，营寄生生活，寄生在鲈鲤的鼻腔。